# Fife Flyers
Fife Flyers – szkocki klub hokeja na lodzie z siedzibą w Kirkcaldy, występujący w brytyjskich rozgrywkach EIHL.

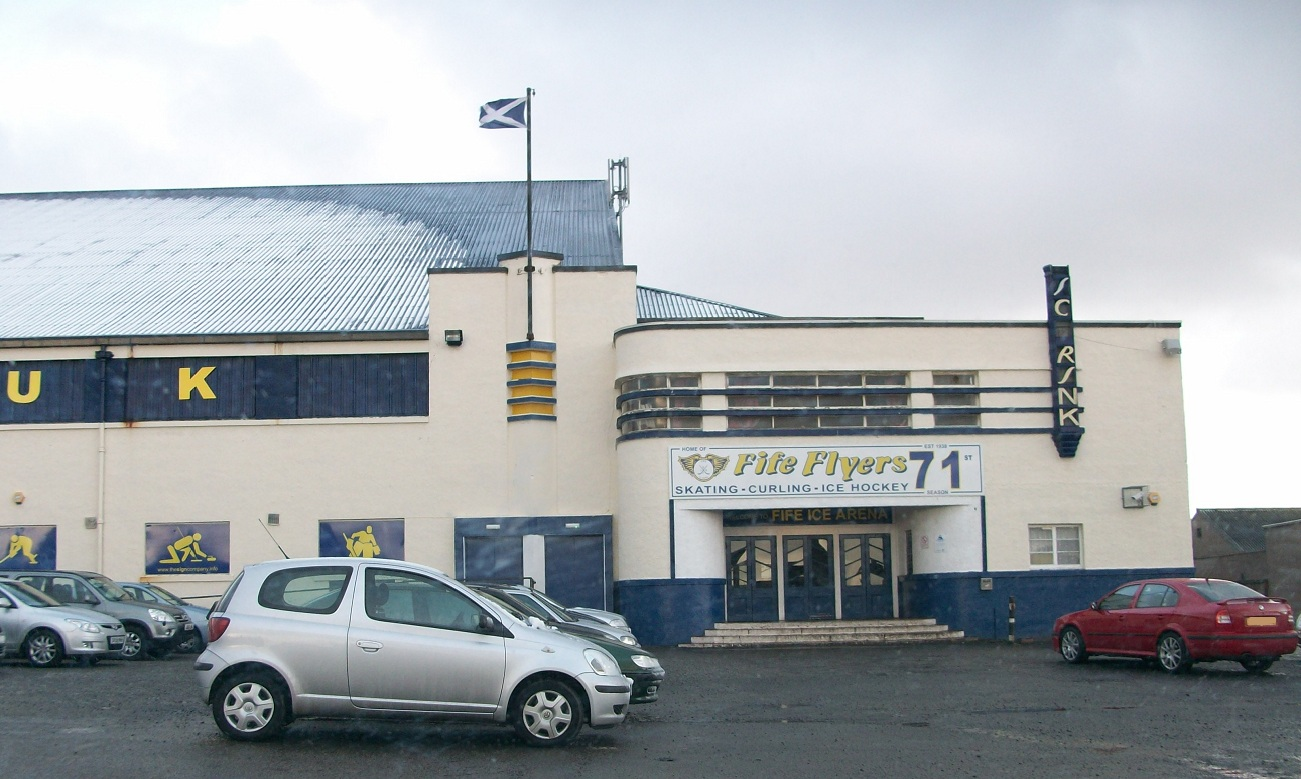
Lodowisko klubu

## Sukcesy
- Mistrzostwo Wielkiej Brytanii: 1977, 1978, 1985
- Mistrzostwo British National League w sezonie zasadniczym: 2000, 2004
- Mistrzostwo British National League w fazie play-off: 2000
- Mistrzostwo Scottish Premier Hockey League: 2008

## Zawodnicy
Zastrzeżone numery
- 16 – Gordon Latto
- 17 – Mark Morrison
- 47 – Frank Morris